# Padang (Insel)
Padang (indonesisch Pulau Padang) ist eine indonesische Insel vor der Ostküste von Sumatra in der Straße von Malakka gelegen.

## Geografie
Mit einer Fläche von rund 1109 km² stellt sie nach Rantau und Rupat die drittgrößte einer ganzen Reihe von in dieser Region liegenden Inseln dar, die jeweils durch nur wenige Kilometer breite Meeresarme voneinander getrennt sind. Westlich von Padang liegt Sumatra, östlich die Insel Merbau, südöstlich die Insel Rantau und nördlich die Insel Bengkalis. Padang ist in Nord-Süd-Richtung 60 km lang, bis zu 29 km breit und durchweg flach.

## Verwaltung
Administrativ gehört die Insel Padang zum Regierungsbezirk (Kabupaten) Kepulauan Meranti der Provinz Riau und bildet zusammen mit der östlich vorgelagerten Insel Merbau den Unterdistrikt (Kecamatan) Merbau, der 47.370 Einwohner hat (Stand: 2007). Die rund 15 Dörfer sind alle küstennah gelegen. Hauptort ist Teluk Belitung.